# Chevrolet Van
Chevrolet Van и GMC G — малотоннажные развозные коммерческие автомобили производства General Motors, выпускавшиеся в 1964—1996 годах. Вытеснены с конвейера автомобилями Chevrolet Express и GMC Savana.

## Первое поколение (1964—1966)
Первое поколение автомобилей Chevrolet Van и GMC G производилось в 1964—1966 годах. Базовая модель — Chevyvan. Основные удобства — печка и сиденье справа от водителя.
За всю историю производства автомобиль комплектовался двигателем внутреннего сгорания Chevrolet Straight-6 объёмом 194 см3, мощностью 120 л. с., четырёхцилиндровым двигателем внутреннего сгорания объёмом 153 см3, мощностью 91 л. с., или двигателем объёмом 194 см3 или 230 см3, мощностью 140 или 142 л. с. Двигатели комплектовались с 3-ступенчатой автоматической трансмиссией Warner и 2-ступенчатой PowerGlide.
В 1965 году модель была значительно модернизирована путём расширения отверстий радиаторной решётки и добавлений ремней безопасности. Модельный ряд состоял из моделей Chevrolet Sportvan (фургон) и GMC Handi-Bus (микроавтобус). Модель Sportvan подразделялась на Sportvan Custom и Sportvan Deluxe, в зависимости от отделки.
В 1966 году радиоантенна была перемещена справа налево, были добавлены запасные габаритные огни, боковые эмблемы были перемещены на передние двери.

## Второе поколение (1967—1970)
Второе поколение автомобилей Chevrolet Van и GMC G производилось в 1967—1970 годах. Внешний вид был полностью обновлён. Расположение фар было на радиаторной решётке, задние фонари были удлинены, лобовое стекло было обновлено. Вместо двигателя Chevrolet Straight-6 использовался двигатель Chevrolet V8. Также существовала 3—4-тонная модификация G20. Трансмиссия — 4-скор. МКПП (Borg-Warner T10). С 1969 года на автомобиль ставили 3-ступенчатую автоматическую трансмиссию TH-350. Модели Sportvan были оборудованы системой кондиционирования. Логотип Chevrolet впереди был перекрашен из красного цвета в синий. 
За всю историю производства автомобили Chevrolet Van и GMC G второго поколения комплектовались шести- или восьмицилиндровыми двигателями внутреннего сгорания объёмом 3,8 л; 4,1 л; 4,6 л; 5 л или 5,7 л.

## Третье поколение (1971—1996)
Последнее поколение автомобилей Chevrolet Van и GMC G производилось в 1971—1996 годах. Логотип Chevrolet впереди был перекрашен из синего цвета в золотой, были обновлены рулевая колонка и приборная панель, в микроавтобусах были переработаны задние сиденья, модификация G-серии получила названия Hi-Cube и MagnaVan. В 1996 году производство автомобилей Chevrolet Van и GMC G было завершено в пользу Chevrolet Express и GMC Savana.

## Моторизация
| Объём двигателя         | Семейство двигателей             | Годы производства |
| ----------------------- | -------------------------------- | ----------------- |
| 250 куб. см (4,1 л)     | Chevrolet straight-6             | 1971—1984         |
| 262 куб. см (4,3 л)     | GM 90° V6                        | 1985—1996         |
| 292 куб. см (4,8 л)     | Chevrolet straight-6             | 1976—1977         |
| 305 куб. дюймов (5,0 л) | Chevrolet small-block V8         | 1976—1995         |
| 307 куб. дюймов (5,0 л) | Chevrolet small-block V8         | 1971—1973         |
| 350 куб. см (5,7 л)     | Chevrolet small-block V8         | 1971—1996         |
| 379 куб. см (6,2 л)     | Detroit Diesel V8                | 1982—1993         |
| 395 куб. см (6,5 л)     | Detroit Diesel V8                | 1994—1996         |
| 400 куб. см (6,6 л)     | Chevrolet small-block V8         | 1976—1980         |
| 454 куб. дюйма (7,4 л)  | Chevrolet big-block V8 (Mark IV) | 1988—1996         |

## Изображения

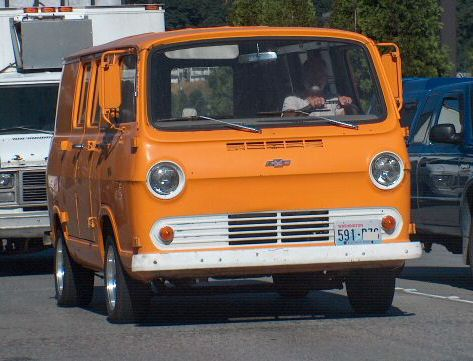
Chevrolet Van 1 (1964—1966)
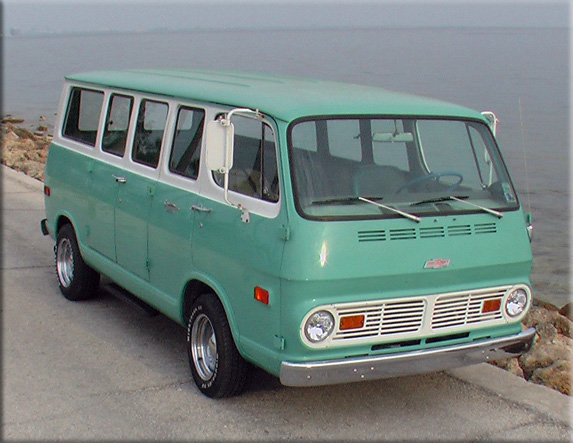
Chevrolet Van 2 (1967—1970)
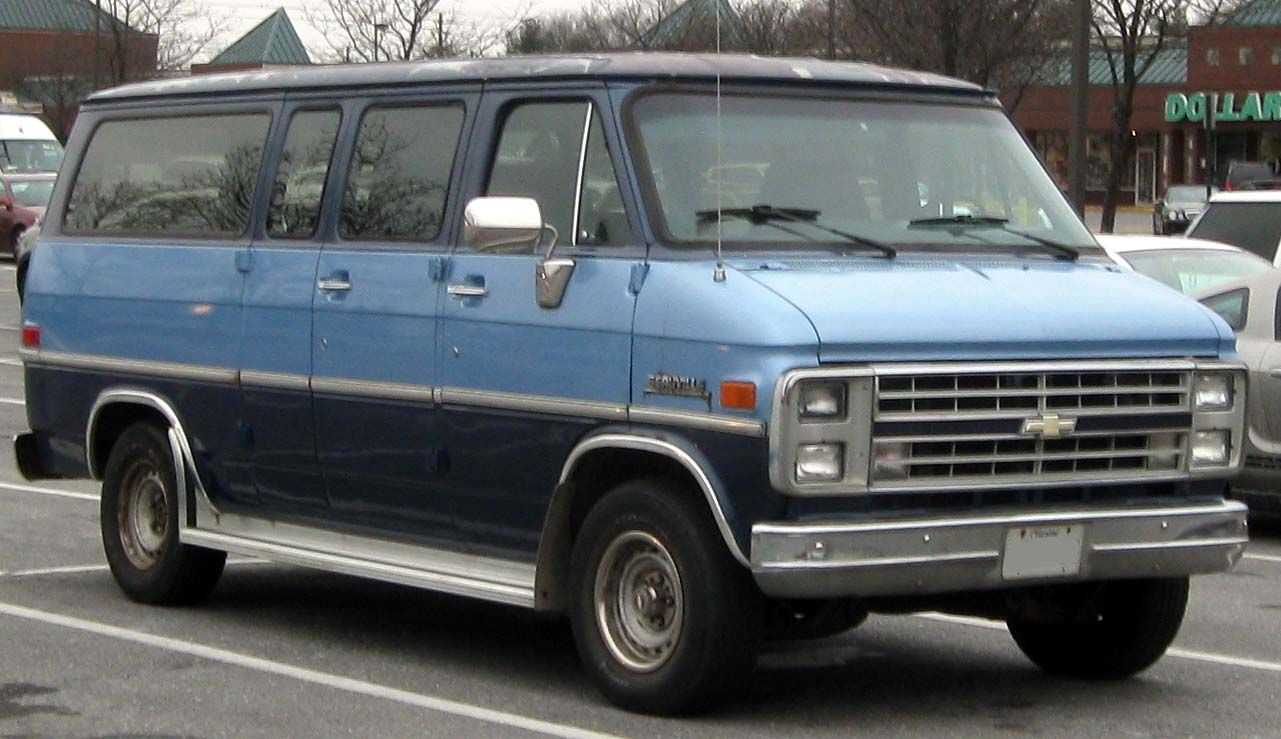
Chevrolet Van 3 (1971—1996)